# Robert Iscove
Robert Iscove est un producteur et réalisateur canadien, né le 4 juillet 1947 à Toronto (Canada).

## Filmographie

### Réalisateur
- 1974 : Jack: A Flash Fantasy (TV)
- 1977 : Dancing in the Wings (TV)
- 1978 : Mary (série télévisée)
- 1983 : Chautauqua Girl
- 1983 : Romeo and Juliet on Ice (TV)
- 1984 : Philip Marlowe, détective privé (Philip Marlowe, Private Eye) (série télévisée)
- 1984 : Deux flics à Miami (Miami Vice) (série télévisée)
- 1985 : All for One (TV)
- 1985 : Love & Larceny (TV)
- 1987 : The Incredible Ida Early (TV)
- 1987 : The Prodigious Hickey (TV)
- 1987 : 21 Jump Street (série télévisée)
- 1987 : Un flic dans la mafia (Wiseguy) (série télévisée)
- 1987 : L'Enfer du devoir (Tour of Duty) (série télévisée)
- 1988 : Superkid (My Secret Identity) (série télévisée)
- 1988 : High Mountain Rangers (série télévisée)
- 1988 : Sonny Spoon (série télévisée)
- 1990 : Meurtre en noir et blanc (Janek: Murder in Black and White) (TV)
- 1990 : Shattered Dreams (TV)
- 1990 : Flash (The Flash) (série télévisée)
- 1991 : Nom de code : Requin (Mission of the Shark: The Saga of the U.S.S. Indianapolis) (TV)
- 1992 : Breaking the Silence (TV)
- 1992 : Meurtres sur la voie 9 (Janek: Terror on Track 9) (TV)
- 1993 : Tremblement de terre à San Francisco (Miracle on Interstate 880) (TV)
- 1993 : Amours à hauts risques (Dying to Love You) (TV)
- 1993 : L'Instinct de survie (River of Rage: The Taking of Maggie Keene) (TV)
- 1994 : Analyse d'un meurtre (Janek: The Forget-Me-Not Murders) (TV)
- 1994 : Dans le piège de l'oubli (en) (Without Consent) (TV)
- 1994 : Without Warning (en) (TV)
- 1994 : Coulisses d'un meurtre (Janek: The Silent Betrayal) (TV)
- 1995 : It Was Him or Us (TV)
- 1996 : Profit (série télévisée)
- 1996 : Dark Angel (TV)
- 1997 : The 119 (TV)
- 1997 : Meurtres en mémoires (Murder in My Mind) (TV)
- 1997 : Cinderella (TV)
- 1999 : Elle est trop bien (She's All That)
- 2000 : Boys and Girls
- 2002 : Firestarter : sous l'emprise du feu (Firestarter 2: Rekindled) (TV)
- 2003 : From Justin to Kelly
- 2005 : Behind the Camera: The Unauthorized Story of 'Diff'rent Strokes' (TV)
- 2005 : Three Wise Guys (TV)
- 2009 : Spectacular! (TV)
- 2010 : La grève de noël! (On Strike for Christmas) (TV)
- 2012 : La Guerre des cookies (Smart Cookies) (TV)
- 2015 : Coup de foudre en sursis (Surprised by Love) (TV)

### Producteur
- 1983 : Romeo and Juliet on Ice (TV)
- 1985 : All for One (TV)
- 1994 : Without Consent (TV)
- 1994 : Without Warning (en) (TV)
- 1995 : It Was Him or Us (TV)
- 1996 : Dark Angel (TV)